# Pecq
Pecq ist eine Gemeinde in der Provinz Hennegau im wallonischen Teil Belgiens.
Die Gemeinde besteht aus den Ortschaften Pecq, Esquelmes, Hérinnes, Obigies und Warcoing.
Nachbargemeinden sind Celles, Tournai, Estaimpuis und Mouscron, alle in der Provinz Hennegau, sowie Spiere-Helkijn in der Provinz Westflandern.
Pecq wird durchflossen von der Schelde.

## Umliegenden Orten

Gemeinde von Pecq.

Abschnitte der Nachbargemeinden:
- a. Pottes (Celles),
- b. Molenbaix (Celles),
- c. Mont-Saint-Aubert (Tournai),
- d. Kain (Tournai),
- e. Ramegnies-Chin (Tournai),
- f. Bailleul (Tournai),
- g. Estaimbourg (Estaimpuis),
- h. Saint-Léger (Estaimpuis),
- i. Dottignies (Mouscron),
- j. Espierres (Espierres-Helchin).

Abschnitte in der eigenen Gemeinde:
- I Pecq,
- II Warcoing,
- III Hérinnes,
- IV Obigies,
- V Esquelmes.

## Städtepartnerschaft
- Manéglise, Frankreich, Normandie, Département Seine-Maritime

## Persönlichkeiten
Wilfred Bartrop (1887–1918), ein englischer Fußballspieler, der als Soldat im Ersten Weltkrieg ums Leben kam, ist in Pecq begraben.

## Weblinks

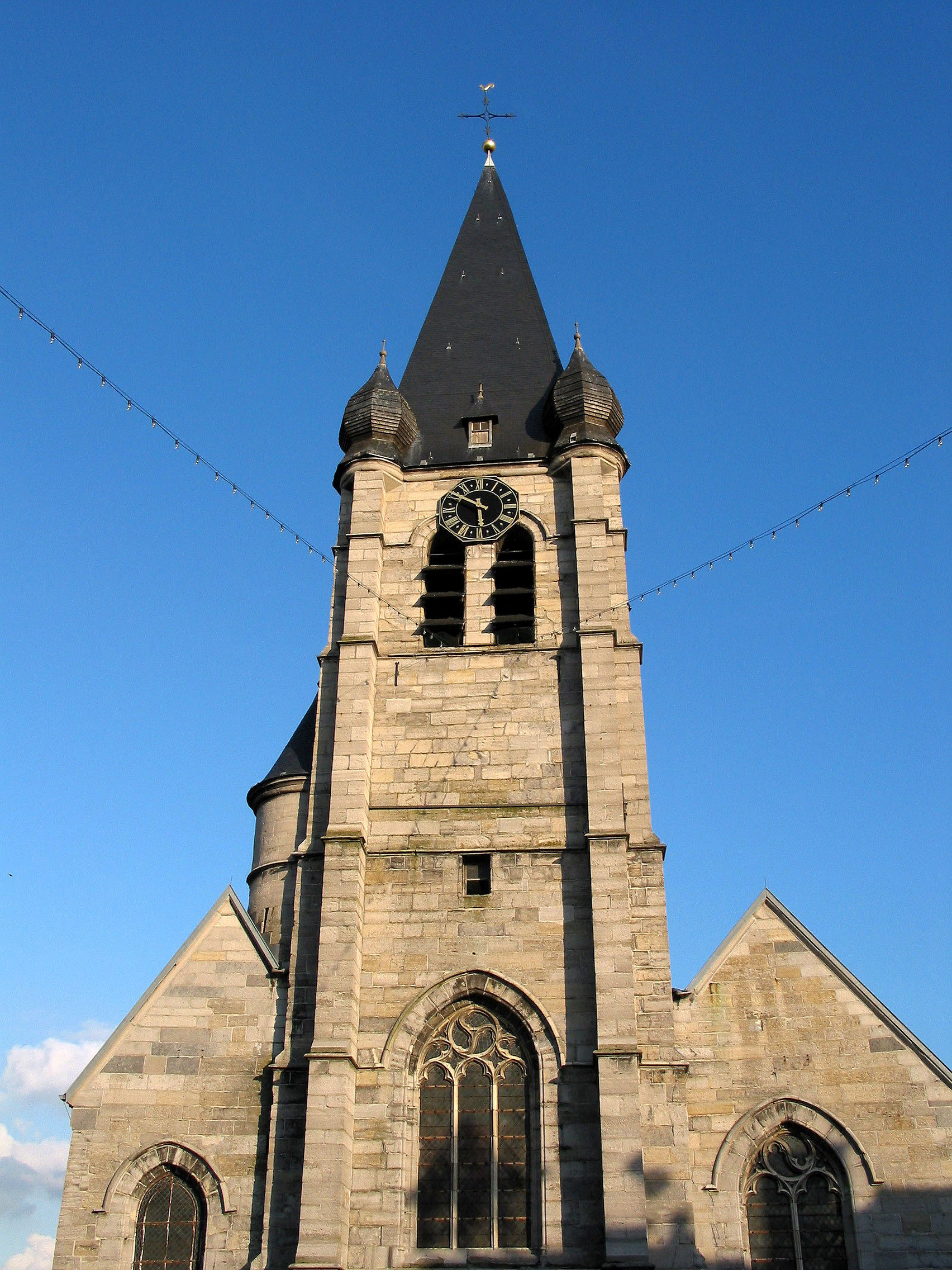
Kirche Saint-Martin.

Aufnäher der Gemeinde